# La vida en el espejo
La vida en el espejo (trad.: A Vida No Espelho) é uma telenovela mexicana produzida por Antonio Serrano e Juan Carlos Valdivia e exibida pela Azteca entre 28 de junho de 1999 e 26 de janeiro de 2000. 
Foi protagonizada por Gonzalo Vega, Rebecca Jones e Sasha Sokol, com antagonização de Francisco de la O.

## Sinopse
Santiago e Isabel estão casados há 25 anos. Ele cuida dos três filhos, enquanto ela é uma mulher profissional e bem-sucedida. No trabalho, Isabel conhece Eduardo, um belo rapaz com quem viverá uma emocionante história. Júlio, um grande amigo da família, vai contar tudo a Santiago, que tenta melhorar a situação, mas quando o casamento é perdido os dois decidem se divorciar.
Gabriela, uma jovem locutora de rádio, conhece Santiago e encontra nele toda a maturidade que não encontrava em jovens de sua idade. Santiago vê em Gabriela a possibilidade de recomeçar um novo amor. Enquanto Isabel tem seu caso, ela se arrepende, pois tem uma alma nobre mas se casou muito jovem e com um homem mais velho que ela, acreditando que o amor duraria a vida toda. Ela tenta deixar Eduardo, mas ele se obsessiona por ela e tenta até matá-la. .
No final, será de esperar saber com quem fica Santiago, se com Gabriela, a mulher que por ele se apaixonou pela sua nobreza, ou com Isabel, mãe dos seus filhos e com quem foi casado.

## Elenco
- Gonzalo Vega .... Santiago Román
- Rebecca Jones .... Isabel Franco
- Sasha Sokol .... Gabriela Muñoz
- Héctor Bonilla .... Julio M. Escandón
- Judy Henríquez .... Cayetana Román
- Francisco de la O .... Eduardo Olguín
- Diego Luna .... Eugenio Román Franco
- Flor Edwarda Gurrola .... Diana Román Franco
- José María Yazpik .... Mauricio Román Franco
- Álvaro Guerrero .... Ernesto Giraldo
- Monserrat Ontiveros .... Paola de Giraldo
- Ana Serradilla .... Paulita Giraldo de Román
- Luis Rábago .... Álvaro Román
- Jorge Lavat .... Don Omar
- Alejandra Morales .... Helena Gutiérrez
- Sergio Bonilla .... Julio Escandón Jr.
- Teresa Tuccio .... Irene
- Griselda Contreras .... Laura
- José González Márquez .... Gustavo
- Fernando Rubio .... Rafael
- Eduardo Venegas .... Salvador
- Manuel Blejerman .... Jim
- Gabriela Roel .... Raquel Carmona
- Lisardo .... Esteban